# (171) Ophelia
(171) Ophelia – planetoida z pasa głównego asteroid.

## Odkrycie i nazwa
Została odkryta 13 stycznia 1877 roku w Marsylii przez Alphonse Borrelly’ego. Nazwa planetoidy pochodzi od imienia bohaterki Hamleta Williama Szekspira. Nazwę Ofelia nosi również jeden z księżyców Urana.

## Orbita
(171) Ophelia okrąża Słońce w ciągu 5 lat i 201 dni w średniej odległości 3,13 j.a. Należy do planetoid z rodziny Themis.